# Overcooked 2
Overcooked 2 (estilitzat com Overcooked! 2) és un videojoc de simulació cooperatiu ambientat en un espai de cuines i desenvolupat per la companyia Team17 juntament amb Ghost Town Games, i publicat per Team17. El joc és una seqüela de la sèrie Overcooked!. Es va llançar per a diferents plataformes com Microsoft Windows, Nintendo Switch, PlayStation 4 i Xbox One el 7 d'agost de l'any 2018. Overcooked: All You Can Eat, un videojoc recopilatori que inclou Overcooked i Overcooked 2, va ser llançat per a PlayStation 5 i Xbox Sèries X/S.

## Jugabilitat
El joc Overcooked 2 pertany al gènere de joc simulació, en el qual es participa amb equips de fins a quatre jugadors on aquests han de preparar i cuinar comandes de manera cooperativa en cuines de restaurants absurds. Els jugadors recullen, tallen i cuinen ingredients, posteriorment s'ha de col·locar el menjar cuinat als plats, servir-los i finalment rentar-los. El videojoc tendeix a aclaparar al jugador, ja que s'han de combinar les diferents tasques mentre es coordinen les comandes i es topen amb els altres personatges. La continuació es basa en el videojoc original, que es va publicar l'any 2016, aquesta seqüela compta amb nous nivells interactius, temes de restaurants, disfresses de xef i receptes. Alguns nivells tenen plataformes mòbils i altres obstacles que compliquen el procés de realització de les comandes, inclús hi ha portals, passadissos mòbils i incendis intransitables. Altres nivells fan una transició entre escenaris i receptes, com per exemple un dels nivells inicia amb la preparació d'amanides en una cuina situada en globus aerostàtic i finalitza amb un aterratge forçós en un restaurant de sushi. La seqüela introdueix el llançament d'ingredients, d'aquesta manera els jugadors poden llançar articles a un altre xef o una olla des de lluny. A més, inclou el mode multijugador en línia, en el qual els equips poden connectar-se a través d'una xarxa sense fil local o mitjançant l'aparellament en línia.

## Desenvolupament
El 7 d'agost de 2018 es va llençar Overcooked 2 per les plataformes Nintendo Switch, PlayStation 4, Windows i Xbox One. Va ser desenvolupat per Team17 juntament amb Ghost Town Games i publicat per Team17. Un mes abans, a l'E3 2018 es va anunciar el llançament del nou videojoc. Els desenvolupadors van crear contingut addicional cosmètic sobre el joc base, com una disfressa de personatge d'un ornitorrinc exclusiu per al llançament de Nintendo Switch i un paquet d'altres disfresses de personatges com a bonificació de pre-comanda.

## Recepció
Segons el lloc web de Metacritic, un agregador de ressenyes, la versió per Xbox One té una puntuació de 83 sobre 100, seguidament les versions de PS4 i Switch tenen puntuacions de 81 sobre 100, i la versió per a PC té una puntuació de 80 sobre 100.

### Reconeixements
| Any  | Premi                                                 | Categoria                                     | Resultat  |
| ---- | ----------------------------------------------------- | --------------------------------------------- | --------- |
| 2018 | Game Critics Awards                                   | Millor joc Familiar/Social                    | Guanyador |
| 2018 | Game Critics Awards                                   | Millor joc independent                        | Nominat   |
| 2018 | Golden Joystick Award                                 | Millor joc cooperatiu                         | Nominat   |
| 2018 | The Game Awards 2018                                  | Millor joc Familiar                           | Guanyador |
| 2018 | Gamers' Choice Awards                                 | Juego multijugador familiar favorit dels fans | Nominat   |
| 2018 | Australian Games Awards                               | Títol Familiar/Infantil de l'any              | Nominat   |
| 2019 | National Academy of Vídeo Game Trade Reviewers Awards | Disseny de control, 2D o 3D limitat           | Nominat   |
| 2019 | National Academy of Vídeo Game Trade Reviewers Awards | Joc, Franquícia Família                       | Nominat   |
| 2019 | SXSW Gaming Awards                                    | Excel·lència en multijugador                  | Nominat   |
| 2019 | British Academy Games Awards                          | Joc britànic                                  | Nominat   |
| 2019 | British Academy Games Awards                          | Familar                                       | Nominat   |
| 2019 | British Academy Games Awards                          | Multijugador                                  | Nominat   |
| 2019 | Italian Vídeo Game Awards                             | Millor joc familiar                           | Nominat   |
| 2019 | Develop:Star Awards                                   | Joc de l'any                                  | Guanyador |
| 2019 | The Independent Game Developers' Association Awards   | Millor joc social                             | Nominat   |